# Copi Corellano
Francisco Javier Corellano Martínez (Copi) es un multi-instrumentista, nacido en Borja, Zaragoza, España.

## Los inicios
Su historia musical comienza de muy pequeño, cuando a los 6 años ingresa en la Escolanía de Infantes del Pilar, concurriendo a la vez al Conservatorio Profesional de Música de Zaragoza, donde realiza cursos de solfeo, piano, armonía, violín y flauta traversera, siendo su mentor José Vicente González Valle, doctor en musicología y catedrático de la Universidad de Barcelona.
A la edad de quince años, Copi Corellano sale de la Escolanía, de la que había sido solista durante varios años y continúa con sus estudios en el Conservatorio, hasta que toma contacto con otros estilos musicales, coqueteando con el blues y el jazz de la mano de Bob Destiny con el que llegó a grabar un disco.

## La noche zaragozana y Los Héroes del Silencio
Copi Corellano entra de lleno en la noche Zaragozana, y comienza a trabajar con su amigo Nacho Royo, inaugurando en 1986 el templo del rock de Zaragoza, la mítica Sala Enbruto, como encargado del sitio y de los tragos. 
La Sala pasa a ser el centro neurálgico del movimiento artístico de la ciudad, en todas las disciplinas y no sólo acuden artistas zaragozanos, sino bandas internacionales. Se hacen exposiciones de pintura, escultura, fotografía, etc…
Copi Corellano comienza a empaparse de Bourbon y de ese ambiente artístico, y conoce entre otros a Enrique Bunbury, Pedro Andreu, Joaquín Cardiel y Juan Valdivia, Los Héroes del Silencio.
En el año 1987 forma Malas Yerbas, con Goyo Auserón y Raúl Benito. 
En febrero de 1992 toca con Enrique Bunbury en solidaridad con el sello discográfico Interferencias en el que hicieron versiones de Free junto a Joaquín Cardiel, Pedro Andreu y Pedro García.
En 1993 Héroes del Silencio llama a Copi Corellano desde Londres y le comunica la invitación a grabar el disco El Espíritu del Vino, producido por Phil Manzanera. 
Ese mismo año realiza presentaciones en la Sala Morocco con Carmen París y luego funda De Tripas Corazón, un concepto de espectáculo, una idea de estar en el escenario con diferentes formatos y músicos, haciendo versiones de Tom Waits, Iggy Pop, Van Morrison, Leonard Cohen, Billie Holliday, Little Walter, Lou Reed entre otros. Participaron en la idea, Gonzalo Alonso Gonzzo, Alan Boguslavsky, José Luis Martínez, Enrique Bunbury, Eva Cañada, Joaquín Cardiel, entre otros.

En La Estación del Silencio, comienzan las presentaciones de Copi Corellano y Enrique Bunbury a veces acompañados por Alan Boguslavsky, haciendo versiones de sus artistas favoritos. De ésta cita se edita una cinta junto a la revista Estado estacionario. Las presentaciones continuarán en diferentes salas del País, como Sirocco y Bali-Hai de Madrid.
En las navidades de los años 1995 y 1996 Copi Corellano organiza Los conciertos homenaje a Elvis Presley, en lo que toman parte Ramón Gacías, Gonzzo, Alan Boguslavsky, Eva Amaral, Cuti, Joaquín Cardiel, Javier García Vega, Rudy Vistel, Charly Sebastián (R.I.P), Gonzalo Alonso, Silvia Oliver y Pilar.

## Enrique Bunbury y Bogusflow
Tras la disolución de los Héroes del Silencio, Enrique Bunbury decide comenzar su carrera en solitario llamando a Copi Corellano para formar parte de su banda y colaborar en el proyecto que dará su frutos con Radical Sonora, Pequeño, Pequeño cabaret ambulante, Flamingos, El viaje a ninguna parte, Freak Show,
Copi será el encargado de los pianos, teclados, órganos, programaciones, sintetizadores y algunos coros, además de coautor de varios temas, como "El extranjero", "De mayor", "Sólo si me perdonas", "Anidando liendres", "Nueve", "Algo en común", etc… 
En paralelo forma Bogusflow, junto a Ramón Gacías y Alan Boguslavsky, con la colaboración de Del Morán y Joaquín Cardiel en la grabación de su disco homónimo. La banda, que llegó a hacer una gira europea de presentación, participando en el F.I.B (Festival Internacional de Benicàssim), quedó en suspenso porque el proyecto junto a Bunbury hacía incompatible el trabajo de ambas.

## En directo
Ha colaborado con músicos como Bob Destiny, Combays, Eva Amaral, En Pecado, El alquimista, Poker, Joaquín Carbonell, Green Apples (Homenaje a John Lennon), Aidan Bartley (músico irlandés al que acompañó por su gira española), Pier, Nativo, Reggae Rockers y, por supuesto, Enrique Bunbury , con el que ha hecho varias giras por todo el mundo, compartiendo escenarios con artistas de la talla de Maná, Café Tacuba, Alan Boguslavsky, José Riaza, Jaguares, Iggy Pop, Loquillo y los Trogloditas, Jaime Urrutia, Santiago Auserón, Amaral, Bebe, Shakira, Andrés Calamaro
, Javier Calamaro, Julieta Venegas, Enanitos Verdes, Gustavo Cerati, Piratas, Elefantes y Phil Manzanera, entre otros.

## Otros proyectos, libros y teatro
Es autor de la banda sonora de L’Imperatore, monólogo teatral de Carlos Martín con música para cuarteto de cuerda y piano, y Gozosa, libro disco de cuentos de Míchel Royo. 
Participó en la grabación del disco colectivo Zaragoza Vive, en el disco Tributo a Leonard Cohen de la revista Confesiones de Margot y en el disco 25 de homenaje a la carrera de Distritocatorce. En discos de Elefantes 
, DAB, Los Chulis, Malamente, Nativo, entre otros .
Además de su actividad musical, ha publicado con Chorrito de Plata el libro de poemas De la soledad hacia el amor.

## En solitario
En el año 2005, tras disolver Enrique Bunbury su banda (Pequeño cabaret ambulante y el Huracán ambulante), retoma su carrera en solitario y se establece en Argentina.
En el año 2008 publica en España Desconocido, un disco autoproducido e independiente, y realiza una gira de presentación por mencionado país. Para el disco, cuenta con músicos argentinos como Jorge Godoy a la guitarra, Ariel Bruno a los teclados, Martín Andrada a la batería, Facundo Martín Hermann al bajo, y con la colaboración especial de Gustavo Rowek (ex V8 y Rata Blanca, actualmente en Nativo), Sergio Berdichevsky (ex Rata Blanca, actualmente en Nativo), Ruben Mederson (Dancing Mood), Mariano "Bomba" Lurachi, Yael Rodríguez y Patito “Drumer”(Reggae Rockers), Diego Carjuzáa “Cachu” (Los Gánsteres).

## Productor musical
En el año 2008 produce el cuarto disco del grupo Nativo, titulado Y qué!.
En el 2009 produce al grupo PIER, en su séptimo disco "Popular Mística". DBN.

2011 - él está viviendo en la ciudad de La PLATA, Buenos Aires... ARGENTINA

## Discografía

### En solitario
- 2008 Desconocido.[8]

### Bogusflow
- 1999 Bogusflow (CD).
- 1999 The dream of the death (e.p).

### Colaboraciones
- 1993 Héroes del Silencio. El espíritu del vino (CD). Copi Corellano: Piano y hammond.
- 1997 Enrique Bunbury. Radical sonora (CD). Copi Corellano: Programación, sintetizador, hammond, grand piano. Coautoría en: "Big-Ban", "Despacio", "Nueve" y "Alfa".
- 1999 Enrique Bunbury. Pequeño (CD). Copi Corellano: Piano, hammond, coros. Coautoría en: "Algo en común", "Sólo si me perdonas", "De mayor" y "El Extranjero".
- 1999 Enrique Bunbury. El viento a favor (CD Maxi). Copi Corellano: Piano, teclados, coros, sintetizadores, y arreglos de cuerdas. Coautoría en: "Un poco de juego".
- 1999 Enrique Bunbury. El extranjero (CD Maxi). Copi Corellano: Piano, teclados, coros, sintetizadores y arreglos de cuerdas.
- 1999 Enrique Bunbury. El jinete (CD Maxi). Copi Corellano: Piano y coros en: "Come together", "El tiempo se va" , "Han caído los dos", "El Jinete" y "Que el amor no admite cuerdas reflexiones...a la manera de Santa Fe".
- 1999 Enrique Bunbury. De mayor (CD Maxi). Copi Corellano: Piano, teclados, sintetizadores, coros, arreglos de cuerda.
- 1999 Enrique Bunbury. Infitino (CD Maxi). Copi Corellano: Piano, teclados, sintetizadoers, coros y arreglos de cuerda.
- 1999 Malamente. Malamante (CD). Copi Corellano: Piano.
- 1999 La Nube. 90-60-90 (CD). Copi Corellano: Teclados.(3, 4, 9 y 11)
- 2000 DAB. The Best (CD). Copi Corellano: Piano.
- 2000 Enrique Bunbury. Pequeño cabaret ambulante. (CD) Grabación en Directo.
- 2000 Elefantes. Azul (CD). Copi Corellano: Piano, teclados y arreglos de cuerdas.
- 2002 Enrique Bunbury. Flamingos (CD). Copi Corellano: Teclados, juguetes, arreglos de cuarteto y jim bean vox.
- 2003 Enrique Bunbury. Una cita en Flamingos (DVD). Grabación en Directo.
- 2004 Enrique Bunbury. El viaje a ninguna parte (2 CD). Copi Corellano: Piano, teclados, coros. Coautoría en: "Anidando liendres".
- 2004.Los Chulis. Ballad of thin man (Single). Copi Corellano: Piano.
- 2005.Los Chulis. La última curda(Single). Copi Corellano: Piano.
- 2005 Enrique Bunbury. Freak Show: la película. (CD + DVD). Grabación en directo.
- 2006 Enrique Bunbury & Nacho Vegas (CD). El tiempo de las cerezas. Copi Corellano: Piano y Glockenspiel.
- 2008 NATIVO (CD). Y QUE!. Copi Corellano: Arreglos, coros. Coautoría en: "Sin rumbo" y "Por el mismo camino"
- 2010 Mauricio Riveros (CD). La Verdad. Copi Corellano: Piano, Hammond, teclados y cuerdas en "Las esquinas del mundo"

### Otros proyectos
- 1995 Varios artistas. Zaragoza Vive (CD). Copi Corellano: "Maldito Placer"
- 1997 L imperatore (CD) Grabación en directo. Copi Corellano: Composición musical.[9]
- 1998 Una Cita con Elvis. Versiones. Copi Corellano: Piano y Voz, con Enrique Bunbury.
- 2003 Gozosa (CD + libro).Copi Corellano: composición musical.[10]
- 2004 Revista Confesiones de Margot. Disparen a Cohen. Copi Corellano: "who by fire?"
- 2006 Homenaje a Distritocatorce (CD virtual). Copi Corellano: "Me marcharé".[11]

### Producciones
- 2008 Nativo. Y qué!. Copi Corellano: producción musical, coros, arreglos. Coautoría en: "Sin rumbo" y "Por el mismo camino".
- 2009 Pier. Popular Mística. Copi Corellano: producción musical, coros, arreglos.